# جيف برازيل
جيف برازيل (بالإنجليزية: Jeff Brazil)‏ هو صحفي أمريكي، ولد في 1961.